# ماريانو بافوني
ماريانو بافوني (بالإسبانية: Mariano Pavone) مواليد 27 مايو 1982 في الأرجنتين، هو لاعب كرة قدم أرجنتيني يلعب مع فيليز سارسفيلد كمهاجم. مثّل منتخب الأرجنتين لكرة القدم.

## المسيرة الاحترافية

### أندية لعب لها
- إستوديانتيس دي لا بلاتا
- ريال بيتيس
- نادي لانوس
- كروز آزول
- نادي راسينغ
- فيليز سارسفيلد

## روابط خارجية
- ماريانو بافوني على موقع الاتحاد الدولي (مؤرشف)  (الإنجليزية)
- ماريانو بافوني على موقع قاعدة بيانات كرة القدم.إي يو (الإنجليزية)
- ماريانو بافوني على موقع ناشيونال فوتبول تيمز (الإنجليزية)
- ماريانو بافوني على موقع Soccerway.com (الإنجليزية)
- ماريانو بافوني على موقع عالم كرة القدم.نت (الإنجليزية)